# 天主教西阵圣若瑟堂
天主教西阵圣若瑟堂（日语：カトリック西陣聖ヨゼフ教会）是日本京都市上京区的一座天主教教堂。

## 沿革
1890年，巴黎外方传教会兴建河原町聖方济·沙勿略堂。1907年，在二条新町成立西津教会，这是京都的第二座天主教堂。
1937年，天主教京都教区从天主教大阪总教区分出，由玛利诺外方传教会负责。1939年，搬迁到新町通现址。 1941年太平洋战争爆发，教堂关闭至1946年。1949年，目前的教堂建成，8月15日举行了祝圣仪式。

## 脚注
1. ↑  .   [2019-05-13]. （原始内容存档于2021-01-26）.